# Bakhu
Bakhu is een bestuurslaag in het regentschap Lampung Barat van de provincie Lampung, Indonesië. Bakhu telt 2236 inwoners (volkstelling 2010).